# 529 Preziosa
529 Preziosa eller 1904 NT är en asteroid i huvudbältet, som upptäcktes 20 mars 1904 av den tyske astronomen Max Wolf i Heidelberg. Den är uppkallad efter en karaktär i La Gitanilla av Miguel Cervantes.
Asteroiden har en diameter på ungefär 32 kilometer och den tillhör asteroidgruppen Eos.